# Јирген Крој
Јирген Крој (19. октобар 1946) бивши је источнонемачки фудбалер, играо је на позицији голмана.

## Биографија
Читаву фудбаску каријеру је бранио за тим Заксенринг из његовог родног града Цвикау, од 1965. до 1981. године. За црвено-бели тим одиграо је 372 утакмице у Оберлиги Источне Немачке и одбио је да пређе у познатије тимове као што су Динамо Дрезден, Карл Цајс Јена или Магдебург.
За репрезентацију Источне Немачке је одиграо 86 утакмица (94 ако се урачунају утакмице на Олимпијским играма). Као члан олимпијског тима Источне Немачке, освојио је бронзану медаљу на играма у Минхену 1972. и златну медаљу у Монтреалу 1976. године. Учествовао је на ФИФА Светском првенству 1974. године у Западној Немачкој.

## Успеси

### Клуб
Заксенринг Цвикау
- Куп Источне Немачке: 1967, 1975.

### Репрезентација
Источна Немачка
- Олимпијске игре: бронзана медаља Минхен 1972.
- Олимпијске игре: златна медаља Монтреал 1976.

### Награде
- Најбољи играч Источне Немачке: 1972, 1976, 1978.